# Litkey Farkas
Litkey Farkas (Balmazújváros, 1966. március 5. –) vitorlázó, a magyar vitorlázás kiemelkedő alakja. Európa legrangosabb tókerülő versenyének, a balatoni Kékszalagnak tizenháromszoros győztese, négyszer nyerte a Balaton kerülő szóló versenyt, TBS Nagydíjat. Soling hajóosztály világbajnoka, sokszoros magyar bajnok, olimpikon.

## Sportkarrier

### Kezdetek
Édesapja, Litkey Bence festőművész, olimpikon vitorlázó, többszörös magyar bajnok, aki otthon két bátyjával és sógorával, Gömöry Pállal szinte mindig a vitorlázásról beszélt – Farkas számára ezek a történetek meghatározóak. Ezek után nem csoda, hogy már három-négyéves korától rendszeresen vitorlázott az öccsével, Botonddal. Nem ez volt azonban az egyedüli sport, ami érdekelte: hatévesen úszni kezdett. Bár lelkiismeretesen járt az edzésekre, a vitorlázás nagyobb szerelemnek bizonyult. 
Pályafutását Agárdon kezdte egy gyerekhajóban, az Optimistben. Tehetsége hamar megmutatkozott: 1977-ben bajnok lett ebben a hajóosztályban, méghozzá az eggyel idősebb korosztályban. Két évvel később kezdte a molyozást, utána pedig az OK-dingire tért át, ami átmenetet képez a moly és a felnőtt, olimpiai hajóosztálynak számító Finn dingi között.

### Példaképek
Farkas több embert is a mesterének tekint elsősorban testvérét Litkey Botondot, valamint édesapját Litkey Bencét, Tuss Miklóst, Fináczy Györgyöt, Detre Szabolcsot és természetesen Fa Nándort, akivel az 1980-as évek elején találkozott.

### Profi versenyző
Érettségi után a Comporgan Rendszerháznál állt munkába, de röviddel ezután egy testhez állóbb feladattal keresték meg: a MEDOSZ-nál sportállást ajánlottak neki, így nem volt kérdés, melyiket választja. Profi versenyző lett tehát, bár ez a titulus akkoriban még nem létezett. Hamarosan bebizonyosodott, hogy jól döntött: megnyerte a 21 év alattiak junior bajnokságát Finn dingiben, valamint begyűjtötte a felnőtt bajnoki címet is, amivel abszolút rekordot állított fel.
És a sikersorozat folytatódott. 1990-ben öccsével, Botonddal megnyerték a jugoszláv bajnokságot, majd a barcelonai előolimpián másodikak lettek – Botond volt a kormányos, Farkas pedig a mancsaftja. Kiderült, hogy ez a felállás nem működik, a MEDOSZ pedig időközben megreccsent anyagilag, így Farkasnak hétköznapi munkát kellett keresnie.

### Olimpia
Egy hajósboltban helyezkedett el, mellette természetesen versenyekre készült. A befektetett energiának meg is lett az eredménye: 1994-től három bajnoki címet nyert Finn dingiben. Ez az év azért is emlékezetes számára, mert megszületett a fia, Zsombor. Két évvel később, 1996-ban pedig valóra vált egy régi álma: kijutott az olimpiára – ezt a lehetőséget a mai napig Isten ajándékának tekinti. 
Atlanta után úgy döntött, abbahagyja az olimpiai versenyzést, és inkább a Kékszalagra koncentrál. Emellett 1997-ben csatlakozott a Hajó Magazinhoz, melynek szerkesztésében aktívan közreműködött.

### Kékszalag

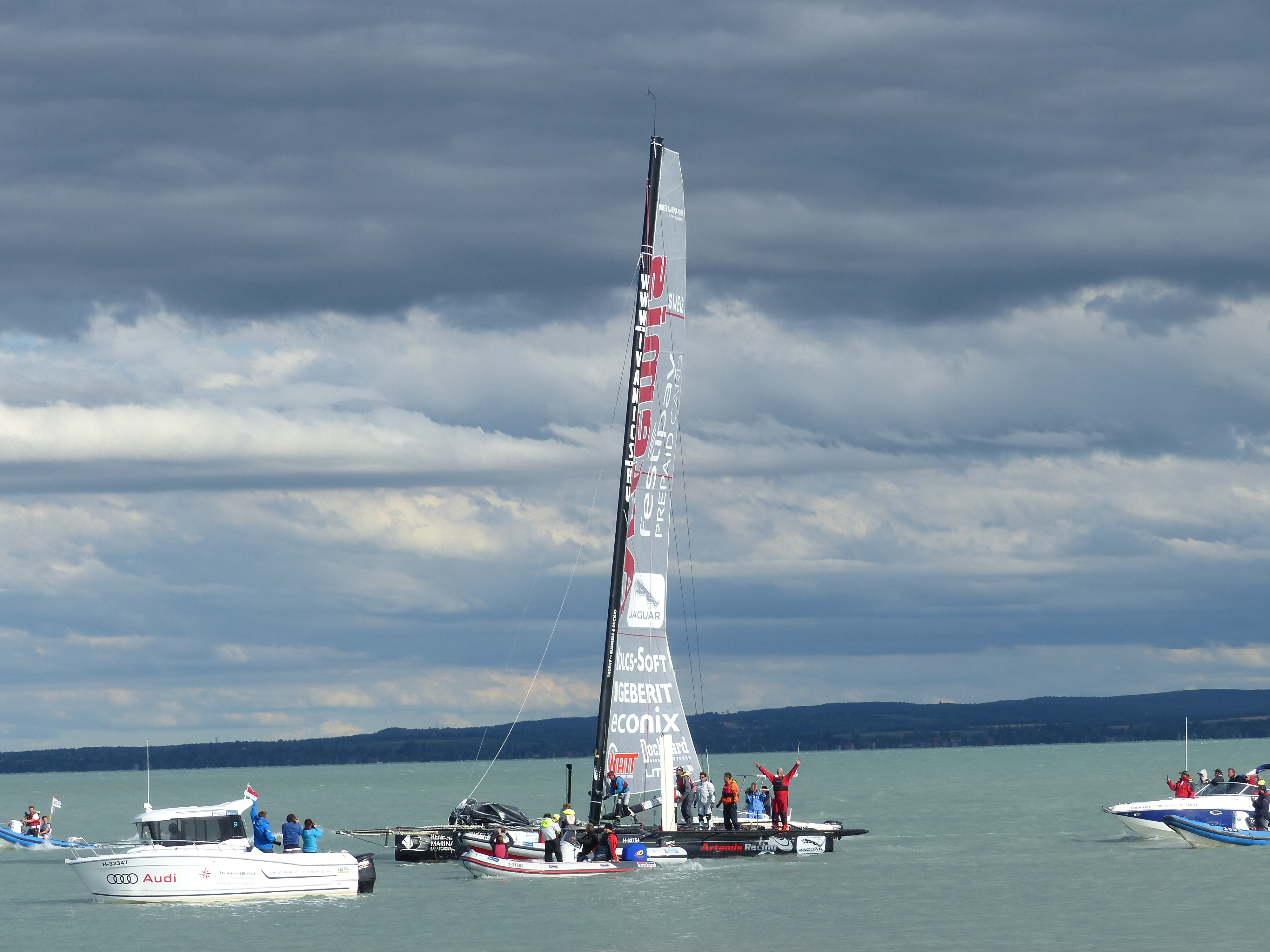
Litkey Farkas a 48. Kékszalag abszolút győztese

A Kékszalagon 1993-ban indult először 2001-ben beérett a csapat 2001 és 2009 között mindegyik Kékszalagot megnyerte. Ezt a bámulatos teljesítményt már a szakma is elismerte, és Farkast az év vitorlázójának választották 2005-ben. A rangos tókerülő versenyen eddig tizenháromszor bizonyult a legjobbnak – legutóbb 2017-ben.
2023-ban a balatoniviszonyokra átépített, majd egy balesetet követően visszaépített AC45-ös katamaránnal vágott neki a Kékszalagnak. A korábbi műszaki nehézségek miatt rendkívül keveset edzhetett csapatával, így az alig behajózott új vitorlással (Process Solution) az abszolút sorrenben a 8. helyen végzett.

### Jelen

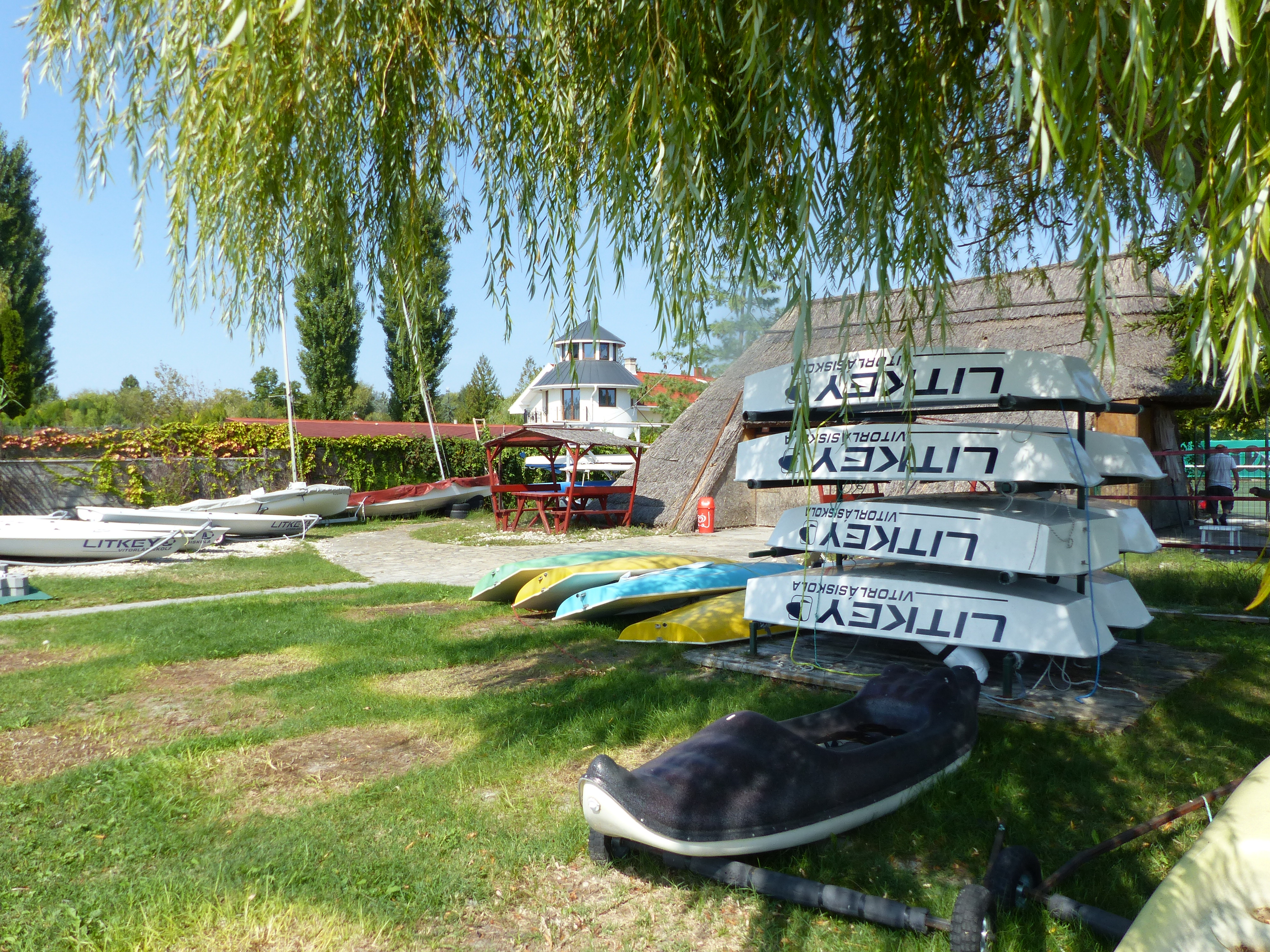
Litkey Vitorlásiskola

Telente Olaszországban vitorlázik a J-24-es hajóosztályban. Versenyeket rendez, Bankár és Biztosítási Kupát, Pharma Kupát és Doktor Regattát, Gépjármű Regattát és más iparági versenyeket. A Kenese Marina-Port VSE elnöke. Vitorlákat tervez a Litkey Sails számára, menedzseli a csapatát, előadásokat szervez, illetve a vitorlásiskolájában dolgozik. Fő célkitűzése a Kékszalag és a Soling osztály világversenyeinek megnyerése.

## Kötetei
- Vitorláseredmények. Magyar bajnokságok eredményei, 1930–1997. Kékszalag versenyek eredményei, 1934–1997. Kenese – Keszthely rekordok, 1921–1997; szerk. Lehóczky Gábor, Litkey Farkas; Kékszalag, Bp., 1998
- Amerre a szél fúj. Az agárdi nádasoktól a Kékszalagig; Jaffa, Bp., 2014

## Díjak, elismerések
- Optimist bajnok (1977)
- Ötszörös Finn bajnok (1986, 1989, 1994-96)
- Bajnokok bajnoka (1994)
- 1996-ban Finn dingiben (Finn osztályban) rész vesz az atlantai olimpián
- Tizenháromszoros Kékszalag-győztes (2001-2009, 2011, 2013, 2016, 2017)
- Négyszeres Szóló Balaton-kerülő verseny győztese (2004, 2007, 2011-2012)
- Év vitorlázója Magyarországon (2005)
- Trofeo Gorla abszolút első hely (2006)
- Kiss Ernő díjas (2011)
- Soling világbajnok (2013, 2015, 2017, 2019, 2024)
- A Magyar Érdemrend tisztikeresztje (2018)[1]

## Magánélet
Házas, felesége Marietta. Fia: Litkey Zsombor.